# Vittorio Sanipoli
Vittorio Sanipoli est un acteur italien, né Luciano Sanipoli, à Gênes (Ligurie) le 27 octobre 1915, et mort à Rome le 25 juillet 1992.

## Biographie
Né dans le quartier littoral de Quinto al mare, il fréquente l'Académie des Arts Dramatiques de Milan sur une suggestion de sa tante, l'actrice Elvira Sanipoli, épouse d'Annibale Betrone, et fait ses débuts en 1939, avec la Compagnia dei Gialli, sous la direction de Romano Calò; il a par la suite joué avec la Compagnie Odeon di Milano (1941), et après la guerre avec Ruggero Ruggeri et Renzo Ricci (1948).
Dans ces mêmes années, il a commencé une activité radiophonique, et lu des textes en prose, tels que La strada del sole de Carletti (1939, sous la direction de Enzo Ferrieri) et Così è (se vi pare) de Pirandello (1940, direction d'Alberto Casella).
Acteur souple, polyvalent, aux interprétations robustes et incisives, avec une excellente technique et doué d'une présence scénique, dans les années 1950, il fut dans la  Compagnie nationale du Teatro Valle de Rome (1950-51), dirigé alors par Guido Salvini (1951-52), puis par Gianfranco De Bosio (Nuovo Teatro, Ente Teatrale Italiano 1954-55, Teatro Stabile di Torino, 1957-58) et Luigi Squarzina (1959), passant aisément des rôles dramatiques aux rôles brillants.
Il débuta sur le grand écran au début des années 1940, très actif dans le cinéma en jouant souvent des rôles de méchant. Il s'est également imposé comme un acteur au caractère vigoureux, dans des films comme Napoletani a Milano d'Eduardo De Filippo (1953), mais aussi dans des rôles plus importants, comme l'amant sinistre de Sophia Loren, dans La domenica della buona gente de Anton Giulio Majano (1953).
Son premier succès notable vient avec le rôle du romain Marcus Virilius Rufus dans l'épique Spartacus de Riccardo Freda (1953). Il s'est spécialisé dans les rôles secondaires, que décrivaient de manière efficace, l'ambigu Ramón dans l'histoire de gangster Touchez pas au grisbi, de Jacques Becker (1954), le plus sévère Venturi dans La Grande Guerre de Mario Monicelli (1959), le surintendant de l'amer et désenchanté Scandale à Rome (Roma bene) de Carlo Lizzani (1971).
Il abandonne les écrans à la fin des années 1970. Il est également très apprécié en France, où il a joué dans plusieurs films.
Il était marié à l'actrice Amalia D'Alessio.

### Le doublage
Avec une voix rauque au timbre viril et très chaleureux, il était un bon acteur de doublage. Il fut aussi très apprécié dans cette fonction, prêtant sa voix à Wallace Beery, à John Wayne dans ses premiers films, Ernest Borgnine, Gert Fröbe, Melvyn Douglas, Arthur Kennedy,  William Powell et bien d'autres encore.

### La radio
À partir de la fin des années 1930, commence une période d'intense activité radiophonique, parmi les innombrables interprétations, La casa sul fiume de Bonacci (1950, réalisation d'Umberto Benedetto), Jeanne et ses juges de Thierry Maulnier (1951, réalisation de Salvini), Knock ou le Triomphe de la médecine de Jules Romains (1953, réalisation de Sergio Tofano), Fils de personne de Henry de Montherlant (1958, réalisation de Puecher), Un marito d'Italo Svevo (1959, réalisation de Sandro Bolchi).
Dans les années 1960 et 1970, il poursuit sa participation au théâtre radiophonique, avec La signora Morli, una e due de Luigi Pirandello (1961, réalisation de Guglielmo Morandi), La Grande Oreille de Pierre-Aristide Bréal (1964, réalisation de Flaminio Bollini), Les Trois coups de minuit d'André Obey (1965, réalisation de Benedetto), Les Nuits de la colère d'Armand Salacrou (1966, réalisation de Benedetto), Iphigénie à Aulis d'Euripide (1966, réalisation de Luchino Visconti), Le Jour de la chouette de Leonardo Sciascia et Giancarlo Sbragia (1967, réalisation de Benedetto), Otello de William Shakespeare (1970, réalisation de Gino Landi), Le Revizor de Nicolas Gogol (1971, réalisation de Bandini), Volpone de Ben Jonson (1972, réalisation de Pietro Masserano Taricco), Stamboul Train de Graham Greene (1973, réalisation de Benedetto), Deux Prisonniers de Laos Zilahy (1975, réalisation de Majano). Une de ses dernières interprétations radiophoniques fut l'original Le audaci memorie di una donna fatale d'Achille Torelli (1985).

### La télévision
Il participe dans les années 1950 à de nombreuses adaptations pour la télévision de pièces de théâtre. Par la suite, entre les années 1960 et 1970, il a participé à plusieurs fictions à succès, parmi lesquelles Il mulino del Po, Tenente Sheridan, Les enquêtes du commissaire Maigret, Le Commissaire De Vincenzi, Accadde a Lisbona, ainsi que d'autres programmes, tels que Piccole donne en 1955, et Il girasole (1972-75); en 1983, il était parmi les protagonistes d'Acquario, écrit et réalisé par Aldo Sarullo.

## Filmographie partielle
- 1943 : Gli ultimi filibustieri de Marco Elter
- 1948 : Rocambole de Jacques de Baroncelli (1re époque) : Arnaud, comte de Chamery
- 1948 : La Revanche de Baccarat de Jacques de Baroncelli (2e époque) : Arnaud, comte de Chamery
- 1948 : Cocaïne (Una lettera all'alba) de Giorgio Bianchi
- 1950 : Bannie du foyer (Tormento) de Raffaello Matarazzo
- 1951 : Il mago per forza de Marino Girolami, Marcello Marchesi et Vittorio Metz
- 1951 : La Vengeance de l'Aigle noir (La vendetta di Aquila Nera) de Riccardo Freda : Prince Boris Yuravleff
- 1952 : Le Fils de Lagardère (Il figlio di Lagardère) de Fernando Cerchio
- 1952 : Le Roman de ma vie (Il romanzo della mia vita) de Lionello De Felice
- 1952 : Le Passé d'une mère (Vedi Napoli e poi muori) de Riccardo Freda : Roberto Sanesi
- 1953 : Spartacus (Spartaco), de Riccardo Freda
- 1953 : Un dimanche romain (La domenica della buona gente) d'Anton Giulio Majano
- 1953 : L'Âge de l'amour (L'età dell'amore) de Lionello De Felice
- 1953 : Napoletani a Milano, d'Eduardo De Filippo
- 1954 : La Reine Margot de Jean Dréville
- 1954 : Touchez pas au grisbi de Jacques Becker
- 1956 : Vierge moderne de Marcello Pagliero
- 1957 : La Femme du jour de Francesco Maselli
- 1959 : La Grande Guerre (La grande guerra) de Mario Monicelli
- 1961 : Constantin le Grand (Costantino il grande) de Lionello de Felice
- 1963 : Maigret voit rouge, de Gilles Grangier
- 1963 : Les Camarades (I compagni) de Mario Monicelli
- 1968 : El Che Guevara de Paolo Heusch
- 1971 : La Décade prodigieuse de Claude Chabrol
- 1973 : Les Hommes de Daniel Vigne
- 1974 : Les Durs (Uomini duri) de Duccio Tessari
- 1976 : Le Guêpier de Roger Pigaut

## Source
- (it) Cet article est partiellement ou en totalité issu de l’article de Wikipédia en italien intitulé « Vittorio Sanipoli » (voir la liste des auteurs).